# أوستين سكوت
أوستين سكوت (بالإنجليزية: Austin Scott)‏ هو سياسي أمريكي، ولد في 10 أغسطس 1848 في توليدو في الولايات المتحدة، وتوفي في 15 أغسطس 1922 في غرانفيل في الولايات المتحدة. انتخب President of Rutgers University ‏ (4 فبراير 1891 – 1906).